# Рајстерстаун (Мериленд)
Рајстерстаун (енгл. Reisterstown) насељено је место без административног статуса у америчкој савезној држави Мериленд.

## Демографија
По попису из 2010. године број становника је 25.968, што је 3.53 (15,7%) становника више него 2000. године.
| Група             | 2000.          | 2010.          |
| Белци             | 15.976 (71,2%) | 13.771 (53,0%) |
| Афроамериканци    | 4.127 (18,4%)  | 7.609 (29,3%)  |
| Азијати           | 903 (4,0%)     | 1.627 (6,3%)   |
| Хиспаноамериканци | 986 (4,4%)     | 2.322 (8,9%)   |
| Укупно            | 22.438         | 25.968         |